# 加伊式拉丁字母
加伊式拉丁字母是南斯拉夫解体之前的塞尔维亚-克罗地亚语的两种文字之一，源自克罗地亚语言学家和政治家柳代维特·加伊在1830年写成的书《克罗地亚-斯拉夫拼字法的一个简短刚要》（Kratka osnova horvatsko-slavenskog pravopisanja）。广泛用于书写塞尔维亚语、克罗地亚语和波斯尼亚语，这个字母表也有一个稍为修改过的字母版本亦用来书写斯洛文尼亚语和黑山语。
它包含30个大写和小写字母。下表附了塞尔维亚语使用的西里尔字母以作对比：
| 字母   | 称呼 | 对应西里尔 | IPA  | 字母   | 称呼    | 对应西里尔 | IPA    | 字母 | 称呼 | 对应西里尔 | IPA |
| ------ | ---- | ---------- | ---- | ------ | ------- | ---------- | ------ | ---- | ---- | ---------- | --- |
| A, a   | a    | А, а       | /a/  | G, g   | ge      | Г, г       | /g/    | O, o | o    | О, о       | /o/ |
| B, b   | be   | Б, б       | /b/  | H, h   | ha      | Х, х       | /h, x/ | P, p | pe   | П, п       | /p/ |
| C, c   | ce   | Ц, ц       | /ts/ | I, i   | i       | И, и       | /i/    | R, r | er   | Р, р       | /r/ |
| Č, č   | če   | Ч, ч       | /tʃ/ | J, j   | je, jot | Ј, ј       | /j/    | S, s | es   | С, с       | /s/ |
| Ć, ć   | će   | Ћ, ћ       | /tɕ/ | K, k   | ka      | К, к       | /k/    | Š, š | eš   | Ш, ш       | /ʃ/ |
| D, d   | de   | Д, д       | /d/  | L, l   | el      | Л, л       | /l/    | T, t | te   | Т, т       | /t/ |
| Dž, dž | dže  | Џ, џ       | /dʒ/ | Lj, lj | elj     | Љ, љ       | /ʎ/    | U, u | u    | У, у       | /u/ |
| Đ, đ   | đe   | Ђ, ђ       | /dʑ/ | M, m   | em      | М, м       | /m/    | V, v | ve   | В, в       | /ʋ/ |
| E, e   | e    | Е, е       | /e/  | N, n   | en      | Н, н       | /n/    | Z, z | ze   | З, з       | /z/ |
| F, f   | ef   | Ф, ф       | /f/  | Nj, nj | enj     | Њ, њ       | /ɲ/    | Ž, ž | že   | Ж, ж       | /ʒ/ |

原本的加伊字母还有一个二合字母 <Dj>，后来被 <Đ> 取代。

## 二合字母
<>, <Lj>, <Nj> 被看成是单一的字母──二合字母。即是说：
- 在词典中，njegov 排在 novine 后面，在 N 段后面有一个分开的 NJ 段，又例如 bolje 排在 bolnica 后面之类；
- 在诸如招牌的垂直书写中，<>, <lj>, <nj> 无论如何当作一个单位地向横写。例如，如 （钱币找换店）打直写的话，<nj> 出现在第4行（但注意 <m> 和 <j> 分别地出现在第1和第2行，因为 <mj> 是两个字母，而非1个。在填字游戏中，<>, <lj>, <nj> 占一个方格。

| M  |
| J  |
| E  |
| NJ |
| A  |
| Č  |
| N  |
| I  |
| C  |
| A  |

- 在词语的每个字母需要以空格隔开的情况下，该些二合字母会写在一起，如 M J E NJ A Č N I C A；
- 在只有首字母需要大写的情况下，只有该字母的第1部分写成大写，即 Njemačka 而不是 NJemačka。在 Unicode 之中，Nj 的形式称作 titlecase（标题字母），而不是全大写形式的 NJ。但如全词语都是大写的话，该字母也是大写： NJEMAČKA。

## 计算机处理
在1990年代，出现了把加伊式拉丁字母编码成计算机字符的混乱年代。
- 有一个尝试是应用7 bit的YUSCII（英语：YUSCII）（然后被改成 CROSCII，把5个采用附加符号的字母，编到原本 ASCII 的（[, ], {, }, @）之上。它有时被取笑成为 žabeceda，因为它以 @ 来代表 Ž ，而 @ 在 ASCII 排在 A 之前。abeceda 是克罗地亚语头4个字母的称呼；把 ž 排在 a 前面就变成 žaba ，即青蛙）但这最终并不成功，而一些其他厂商的维持不长久的尝试也采用过；
- 国际标准化组织的 8-bit ISO 8859-2（又称 Latin-2）；
- 微软MS-DOS的 8-bit CP852 中欧语言编码；
- 微软Microsoft Windows的另一个 8-bit 编码 CP1250，有些字母与 ISO 8859-2 一对一对应，有些则放到别处；
- 苹果电脑的麦金塔电脑中欧编码；
- EBCDIC也有它的 Latin-2 编码 Code Page 01153[永久]。

现今较理想采用的编码是 ISO 8859-2 或 Unicode 的 UTF-8 编码。但仍可见到有些程式，尤其是数据库，仍采用 CP1250、CP852，甚至 CROSCII。

## 斯洛文尼亚语字母
自1840年代初起，加伊的字母就越来越多用在斯洛文尼亚语。在起初，那些把斯洛文尼亚语看成是塞尔维亚-克罗地亚语变体的人（如 Stanko Vraz）最多使用，但后来很多斯洛文尼亚语作家都接受了这套字母。在斯洛文尼亚保守领袖 Janez Bleiweis 开始使用加伊的字母来写他的学报 Kmetijske in rokodelske novice（"Peasant's and Artisan's News"），并使郊区的普遍民众都能接触到这套字母之后，出现了突破性的发展。在1850年，加伊的字母（在斯洛文尼亚语称为 gajica）变成了唯一的官方斯洛文尼亚语字母，取代了自从1830年代流通的3种字母：较传统的叫 bohoričica（命名来自它的发明者 Adam Bohorič），和2种较新的方案──Peter Dajnko 的 dajnčica 和 Franc Serafin Metelko 的 metelčica。
斯洛文尼亚语字母，同樣有 <Č>, <Š> 和 <Ž>，但对比起克罗地亚语字母，有以下分别：
- 斯洛文尼亚语没有 <Ć> 和 <Đ>，因为斯洛文尼亚语没有这两个音；
- 没有代表浊齿龈后擦音的字母 <>，不过会用在外来语： （森林）或 （匈牙利）；
- 在斯洛文尼亚语变体中，二合字母 <>, <LJ> 和 <NJ> 被看成是两个独立的字母，并代表两个音节（如 polje 在斯洛文尼亚语读成 /polje/ ，而克罗地亚语是 /poʎe/）。

斯洛文尼亚语的键盘，与克罗地亚语的键盘相同，而且保留了斯洛文尼亚语所没有的 <Ć> 和 <Đ>。

## 黑山语拉丁字母
黑山语同时使用西里尔字母和拉丁字母两种字母，其正字法确立于2009年7月，在加伊式拉丁字母和塞尔维亚语西里尔字母的基础上增加了两个字母：⟨ś⟩/⟨с́⟩和⟨ź⟩/⟨з́⟩。

## 在马其顿语的应用
马其顿语的罗马化也用这一字母表，但有明显改动。如 <Ć> 和 <Đ> 从不使用，而代之以 <Ḱ> 和 <Ǵ>，并且增加了塞尔维亚-克罗地亚语音系中所没有的 <DZ>。

## 与捷克语、斯洛伐克语、波兰语字母的分别
- 缺少带锐音符的字母（á, é, í, ĺ, ó, ŕ, ú, ý）、腭化辅音（ď, ľ, ň, ř, ť）和在捷克语或斯洛伐克语的（ě, ô, ů 等）其他字母；
- 没有采用波兰语的 ą, ę, ń, ó, ś, ł, ź, ż 字母（黑山语有采用ś和ź）；
- 字母 Q, W, Y 和二合字母 CH 只出现在外语词上；
- 二合字母 Lj 用来翻译斯洛伐克语的 ľ，Nj 等同波兰语的 ń 和捷克语、斯洛伐克语的 ň。克罗地亚语独有的 đ 用来对应波兰语的 dź，而  对应 dż。

## 参看
- 斯洛文尼亚语字母
- 蒙特內哥羅字母